# 月の輝く夜に
『月の輝く夜に』（つきのかがやくよるに、Moonstruck）は、1987年のアメリカ映画。ニューヨークを舞台にしたイタリア系アメリカ人の人間模様を描いたロマンティック・コメディ。
第60回アカデミー賞では作品賞を含む6部門にノミネートされ、主演女優賞（シェール）、助演女優賞（デュカキス）、脚本賞を受賞した。

## あらすじ
舞台は現代のニューヨークのリトル・イタリーである。昔からイタリア系の大家族が多く住む一画で暮らすロレッタ・カストリーニは37歳で、数年前に夫を亡くして両親と同居している。そんな彼女に幼なじみのジョニー・カマレーリが求婚し、ロレッタもなんとなく受け入れる。彼女はジョニーからの求婚を父のコズモ、母のローズに伝えるが、彼らはあまりいい顔をしない。ローズなど、娘が相手のことを愛してないと知るや、「そりゃ良かった。男をいい気にさせちゃいけないよ」と言うほどだった。
ジョニーはシチリア島にいる危篤の母へ結婚を報告するために帰郷したが、旅立つ直前に、長く仲たがいしている彼の弟ロニーに、ロレッタから結婚式への出席を頼むよう言づけていった。かくしてロレッタは、パン工場で働くロニーを訪ねるが、彼は無愛想に応じる。彼の片方の腕は義手となっており、そうなった事故の原因を作ったのが他ならぬジョニーだとまくしたてた。同情したロレッタは彼のアパートに行き、スパゲッティの食事をこしらえてやるが、そこでいきなりロニーはテーブルをひっくり返し、ロレッタにキスを浴びせかけてきた。突然の出来事に呆然となるロレッタだったが、彼女もせきを切ったようにキスを返し、2人は関係を持ってしまう。
翌朝、後悔するロレッタの様子を見たロニーは、最初で最後のデートとしてオペラを観に行くことができれば、すっぱりあきらめると言ってきた。ロレッタも承諾し、アパートを去るとデートの準備に取り掛かる。久しぶりの美容院で白髪交じりの髪を染め、シックなドレスと靴に身を包みメトロポリタン・オペラに現れた彼女はまるで別人のようで、ロニーも改めて惚れ惚れと見とれるのだった。
ところが、同じ劇場のロビーでは父コズモが若い女性と連れだって来ていた。一方で母のローズはひとりビストロで食事をしていたが、同じく一人客だった大学教授のペリーと意気投合し、同席で食事を楽しむ。そしてロレッタとロニーはと言うと、オペラ観賞の後、酒をくみかわすうちに名残惜しくなり、再びロニーのアパートへと向かった。月が煌々と輝く夜に、三者三様の恋が進行していた（寝室の窓から月を見た叔父夫妻が久々にその気になるシーンも挿入されている）。
翌日、ロレッタの一家が住むアパートの部屋にロニーが突然訪ねてくる。求婚しに来たのか、はたまた別れを告げに来たのか。そして間の悪いことに、シチリアから帰ってきたジョニーもやって来て、事態は一触即発に…と思ったら、ジョニーは意外な発言をする。ロレッタとの結婚を告げると、危篤状態だったはずの母親が急に元気になり、しかも結婚には大反対しているというのだ。愛する母（マンマ）の言うことには逆らえない…との情けない兄の嘆きに、ロニーはチャンス到来とばかりにロレッタに改めて愛の言葉をおくり、結婚を申し込む。今度はロレッタも快く受け入れた。
そして、ひとり納得いかない様子のジョニーをよそに、ロレッタとロニーの結婚を、一家で温かく祝うのだった。

## キャスト
| 役名         | 俳優                                 | 日本語吹き替え | 日本語吹き替え |
| 役名         | 俳優                                 | ANA機内上映版  | JAL機内上映版  |
| ------------ | ------------------------------------ | -------------- | -------------- |
| ロレッタ     | シェール                             | 横尾まり       | 横尾まり       |
| ロニー       | ニコラス・ケイジ                     | 鈴置洋孝       | 小室正幸       |
| コスモ       | ヴィンセント・ガーディニア           | 今西正男       | 藤本譲         |
| ローズ       | オリンピア・デュカキス               | 稲葉まつ子     | 竹口安芸子     |
| ジョニー     | ダニー・アイエロ                     | 筈見純         | 筈見純         |
| リタ         | ジュリー・ボヴァッソ                 | 斉藤昌         | 片岡富枝       |
| レイモンド   | ルイス・ガス                         | 峰恵研         | 田口昂         |
| ペリー       | ジョン・マホーニー                   | 丸山詠二       | 石井敏郎       |
| モナ         | アニタ・ジレット                     | 竹口安芸子     | 火野カチ子     |
| 老人         | フェオドール・シャリアピン・ジュニア | 北村弘一       | 伊井篤史       |
| フェリックス | レオナルド・チミノ                   | 伊井篤史       | 伊井篤史       |
| ルーシー     | パメラ・トルーマン                   | 島美弥子       | 巴菁子         |
| ボボ         | ロバート・ウェイル                   | 辻村真人       | 野本礼三       |
| クリシー     | ナダ・デスポトヴィッチ               | 松井菜桜子     | 林原めぐみ     |
| ウェイター   | ジョー・グリファシ                   | 峰恵研         | 辻親八         |
| コンティ     | トニー・アジート                     | 塚田正昭       | 城山堅         |
| 花屋         | フランク・ジオ                       | 島香裕         | 小関一         |
| パトリシア   | リサ・ハワード                       | 色川京子       | 吉田美保       |
| ナンシー     | アン・マクドナー                     | 巴菁子         | 秋元千賀子     |
| エディ       | ニコラス・パスコ                     | 田原アルノ     | 古田信幸       |

- ANA機内上映版：2023年7月8日にスターチャンネルにて放送。

翻訳：井場洋子、演出：加藤敏、制作：東北新社
- JAL機内上映版：2023年7月21日にスターチャンネルにて放送。

翻訳：井場洋子、演出：伊達康将、制作：東北新社

## 評価
レビュー・アグリゲーターのRotten Tomatoesでは68件のレビューで支持率は94%、平均点は7.90/10となった。Metacriticでは18件のレビューを基に加重平均値が83/100となった。

## 受賞とノミネート
| 賞                                   | 部門                                     | 候補                           | 結果       |
| ------------------------------------ | ---------------------------------------- | ------------------------------ | ---------- |
| アカデミー賞                         | 作品賞                                   | 『月の輝く夜に』               | ノミネート |
| アカデミー賞                         | 監督賞                                   | ノーマン・ジュイソン           | ノミネート |
| アカデミー賞                         | 主演女優賞                               | シェール                       | 受賞       |
| アカデミー賞                         | 助演男優賞                               | ヴィンセント・ガーディニア     | ノミネート |
| アカデミー賞                         | 助演女優賞                               | オリンピア・デュカキス         | 受賞       |
| アカデミー賞                         | 脚本賞                                   | ジョン・パトリック・シャンリィ | 受賞       |
| 英国アカデミー賞                     | 主演女優賞                               | シェール                       | ノミネート |
| 英国アカデミー賞                     | 助演女優賞                               | オリンピア・デュカキス         | ノミネート |
| 英国アカデミー賞                     | 脚本賞                                   | ジョン・パトリック・シャンリィ | ノミネート |
| 英国アカデミー賞                     | 作曲賞                                   | ディック・ハイマン             | ノミネート |
| ゴールデングローブ賞                 | 作品賞（ミュージカル・コメディ部門）     | 『月の輝く夜に』               | ノミネート |
| ゴールデングローブ賞                 | 主演男優賞（ミュージカル・コメディ部門） | ニコラス・ケイジ               | ノミネート |
| ゴールデングローブ賞                 | 主演女優賞（ミュージカル・コメディ部門） | シェール                       | 受賞       |
| ゴールデングローブ賞                 | 助演女優賞                               | オリンピア・デュカキス         | 受賞       |
| ゴールデングローブ賞                 | 脚本賞                                   | ジョン・パトリック・シャンリィ | ノミネート |
| ナショナル・ボード・オブ・レビュー賞 | 助演女優賞                               | オリンピア・デュカキス         | 受賞       |
| ロサンゼルス映画批評家協会賞         | 助演女優賞                               | オリンピア・デュカキス         | 受賞       |
| 全米脚本家組合賞                     | 脚本賞                                   | ジョン・パトリック・シャンリィ | 受賞       |
| ベルリン国際映画祭                   | 銀熊賞                                   | ノーマン・ジュイソン           | 受賞       |